# فیلم‌نامه مستند
فیلم‌نامه مستند نیز می‌تواند کوتاه یا بلند باشد. این قالب بیانی از فیلم‌نامه قالبی است که به بیان موضوع خود بدون دخالت تخیل نویسنده می‌پردازد. در این قالب نویسنده بر اساس تحقیقی که درباره موضوع و سوژه انجام داده است، دست به نگارش فیلم‌نامه می‌زند. این فیلم‌نامه می‌تواند بر اساس موضوعی باشد. یا هر چیز دیگری از جمله وقایع طبیعی (سیل، زلزله، آتش سوزی،...)، یافته‌های علمی و پزشکی، طبیعت و جانوران، پدیده‌های اجتماعی (جنایات، طلاق،...) و جنگ‌ها و مبارزات مردمی. در فیلم‌نامه مستند نویسنده از تخیل خود استفاده چندانی نمی‌کند. اما او می‌تواند با تحقیقی جامع و کامل، و بر اساس توان، مهارت و سلیقه خود کار را از یک گزارش ساده و سطحی به یک اثر هنری زیبا و به یادماندنی تبدیل کند.